# Pressione intracranica
Per pressione intracranica (ICP) si intende la pressione all'interno del cranio e quindi nel tessuto cerebrale e nel liquido cerebrospinale. L'organismo possiede diversi meccanismi per mantenere questa pressione stabile, con valori del liquido cerebrospinale che variano di 1 mmHg negli adulti sani, grazie all'equilibrio tra produzione e assorbimento dello stesso. È stato dimostrato che la pressione del liquor può essere influenzata da cambiamenti improvvisi della pressione intratoracica durante la tosse (pressione intra-addominale) e per mezzo della manovra di Valsalva. L'ICP viene misurata in millimetri di mercurio (mmHg) e, a riposo, è normalmente tra i 7 e 15 mmHg in un adulto in posizione supina, mentre diventa negativa (in media -10 mmHg) in ortostatismo. L'evolversi della pressione intracranica viene solitamente attribuita a modifiche al volume di una o più strutture contenute nel cranio.
L'ipertensione endocranica, è una patologia in cui si riscontra un aumento della pressione nel cranio: dai normali 7–15 mm Hg a valori superiori a 20–25 mm Hg, il valore soglia per cui vi è la necessità di ricorrere ad un trattamento per ottenere la sua riduzione.

## L'ipotesi di Monro-Kellie
La relazione tra pressione-volume tra la pressione intracranica e il volume di liquor, sangue e tessuto cerebrale è conosciuta come ipotesi Monro-Kellie.
Tale teoria afferma che la scatola cranica sia incomprimibile e il volume all'interno del cranio sia un volume fisso. Il cranio e i suoi componenti interni (sangue, liquor, e tessuto cerebrale) creano uno stato di equilibrio di volume, tale che l'aumento di uno di essi deve essere compensato da una diminuzione del volume di un altro.
I principali componenti che fungono da compensatori sono il liquido cefalorachidiano e, in misura minore, il sangue. Questi compensatori rispondono agli aumenti di volume dei restanti elementi intracranici. Ad esempio, un aumento del volume di una lesione (es. ematoma epidurale) sarà compensato dallo spostamento verso il basso del liquor e del sangue venoso. Questi meccanismi compensatori sono in grado di mantenere un normale pressione intracranica per qualsiasi variazione di volume inferiore a circa 100-120 mL.

## Ipertensione intracranica

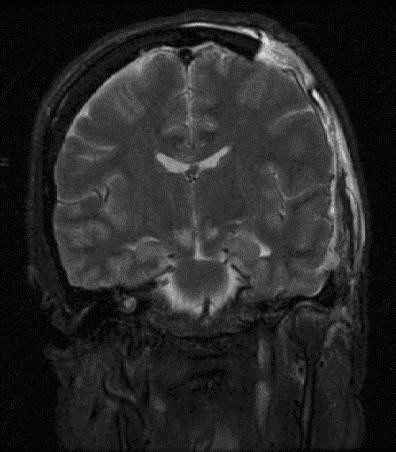
Una pressione intracreanica eccessivamente alta può causare una erniazione del cervello.

Uno degli aspetti più dannosi di un trauma cerebrale è l'instaurarsi di una pressione intracranica elevata. L'ipertensione intracranica molto probabilmente causerà gravi danni. Pressioni intracraniche elevate sono di solito fatali se prolungate nel tempo, tuttavia i bambini possono tollerare pressioni elevate per periodi più lunghi. Un aumento della pressione, causate da ematomi intracranici o da edema cerebrale, possono schiacciare il tessuto cerebrale, spostare alcune strutture, contribuire all'instaurarsi di una condizione di idrocefalo, causare una ernia cerebrale e limitare l'afflusso di sangue al cervello, nel caso in cui la pressione intracranica superi la pressione delle arterie cerebrali. Questa compressione è risolta dalla Reazione di Cushing.Questa condizione può essere causa di una bradicardia riflessa.

### Ipotensione intracranica
È anche possibile che la pressione endocranica scenda sotto i livelli normali, nonostante l'ipertensione sia un segno molto più comune (e ben più grave). I sintomi per entrambe le condizioni sono spesso gli stessi.
L'ipotensione intracranica spontanea può verificarsi a seguito di una perdita occulta di liquido cefalorachidiano verso un'altra cavità del corpo. Più comunemente, una diminuzione della pressione è dovuto all'esecuzione di una puntura lombare o di altre procedure mediche che coinvolgono il cervello o il midollo spinale. Esistono varie tecnologie di imaging biomedico che possono aiutare ad identificare la causa della diminuzione della pressione intracranica. Spesso, la condizione è comunque autolimitante, soprattutto se è il risultato di una procedura medica. Se una ipotensione intracranica persistente è il risultato di una puntura lombare, un "blood patch" può essere applicato per sigillare il sito di perdita del liquor. Sono stati proposti anche vari trattamenti medici, tuttavia solo la somministrazione endovenosa di caffeina e teofillina ha dimostrato di essere particolarmente efficace.